# Play (альбом Squeeze)
Play — девятый студийный альбом группы Squeeze, записанный и изданный в 1991 году с продюсером Тони Бергом и ставший единственным релизом группы на Reprise Records. Впервые Squeeze здесь записались квартетом: Стив Нив взял на себя обязанности клавишника, прежде лежавшие на Джулзе Холланде. Альбом поднялся лишь до #41 в UK Albums Chart, но был высоко оценен специалистами, поклонниками группы и самими музыкантами. В комментариях к сборнику Excess Moderation Гленн Тилбрук назвал пластинку «началом эпохи возрождения Squeeze».

## Об альбоме
Тексты альбома Play в соответствии с его заголовком были оформлены как пьеса, в сюжете которой есть отсылки к «Our Town» Торнтона Уайлдера и «Waiting for Godot» Сэмюэла Беккетта. Рецензент Allmusic усмотрел в этом элемент претенциозности, но отметил при этом, что Play — «самый зрелый и вдумчивый» альбом Squeeze.

## Список композиций
- Авторы всех песен — Крис Диффорд и Гленн Тилбрук.

1. «Satisfied» — 5:10
2. «Crying In My Sleep» — 5:03
3. «Letting Go» — 5:01
4. «The Day I Get Home» — 4:50
5. «The Truth» — 4:12
6. «House of Love» — 3:23
7. «Cupid’s Toy» — 4:31
8. «Gone to the Dogs» — 3:54
9. «Walk a Straight Line» — 3:50
10. «Sunday Street» — 4:16
11. «Wicked and Cruel» — 4:14
12. «There Is a Voice» — 4:01

## Участники записи
- Крис Диффорд — гитара, бэкинг-вокал
- Гилсон Левис — ударные
- Гленн Тилбрук — гитара, клавишные, вокал
- Кейт Уилкинсон — бас-гитара, бэк-вокал
- Тони Берг — клавишные
- Брюс Хорнсби — аккордеон
- Мэтт Ирвинг — клавишные
- Стив Нив — клавишные
- Джерри Хей — духовые инструменты